# Dolmen von Diévet

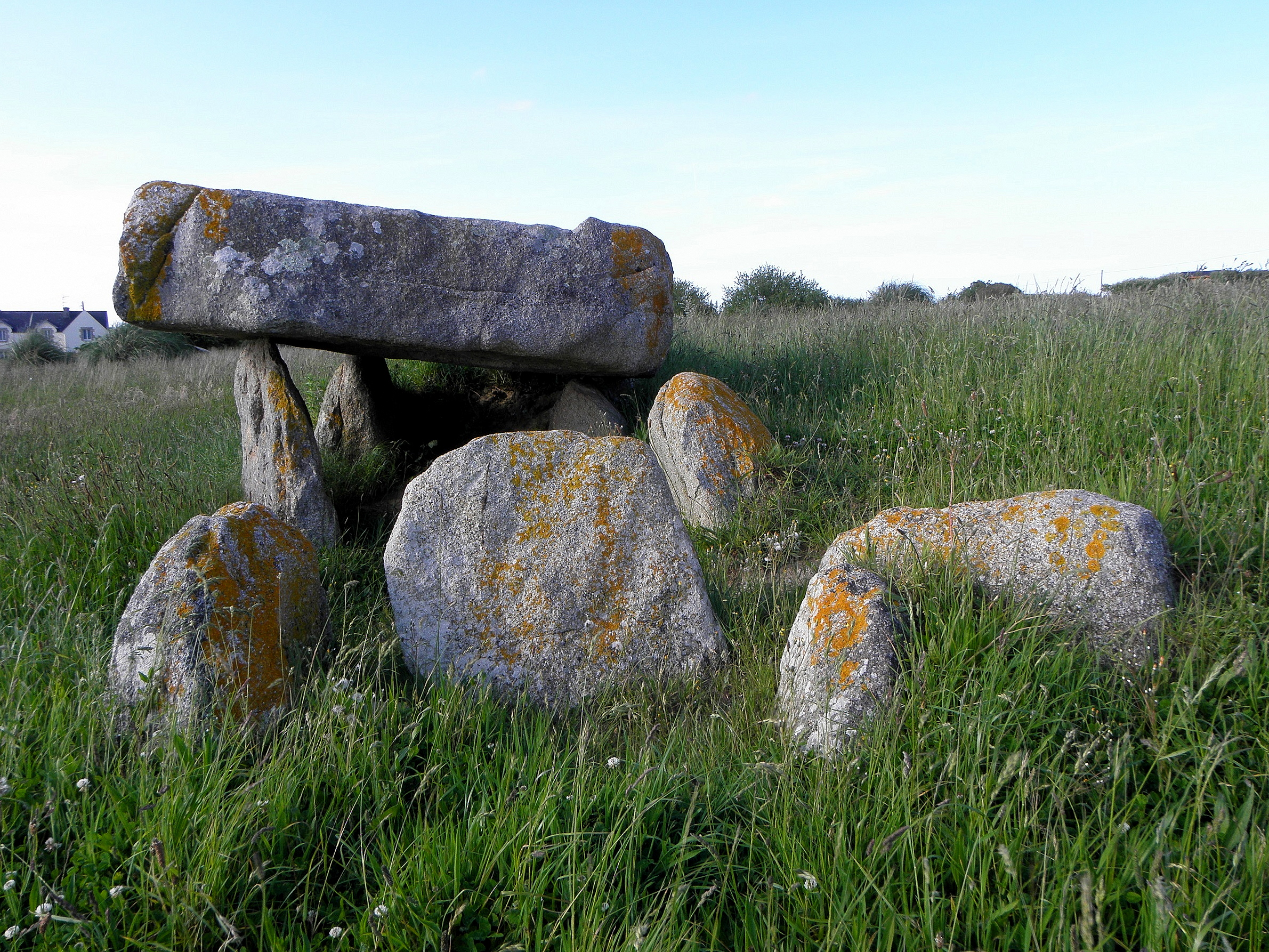
Dolmen von Diévet

Der Dolmen von Diévet ist eine Allée couverte im Westen des Weilers Plounéour-Trez bei Lesneven im Département Finistère in der Bretagne in Frankreich. Dolmen ist in Frankreich der Oberbegriff für neolithische Megalithanlagen aller Art (siehe: Französische Nomenklatur).
Erhalten sind zwei parallele Reihen von insgesamt 12 Orthostaten auf einer Länge von etwa 10,5 Metern und einer Breite von 1,5 Meter mit einem Deckstein von etwa 4,0 × 2,5 m und einer Dicke von 80 cm, der etwa in der Mitte auf vier Tragsteinen ruht.
In der Nähe steht der Menhir von Menoignon.

## Siehe auch

Dolmen von Diévet
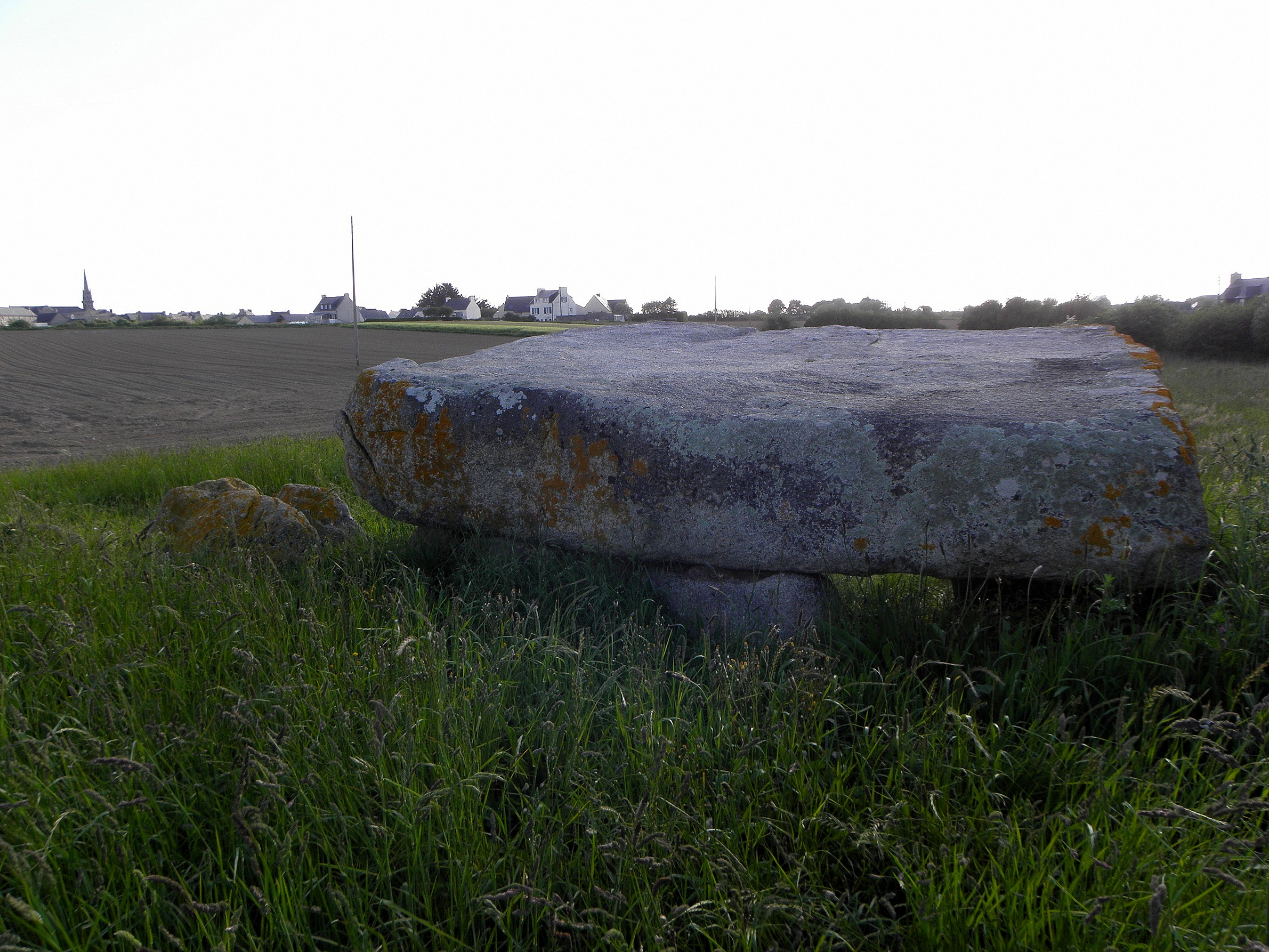
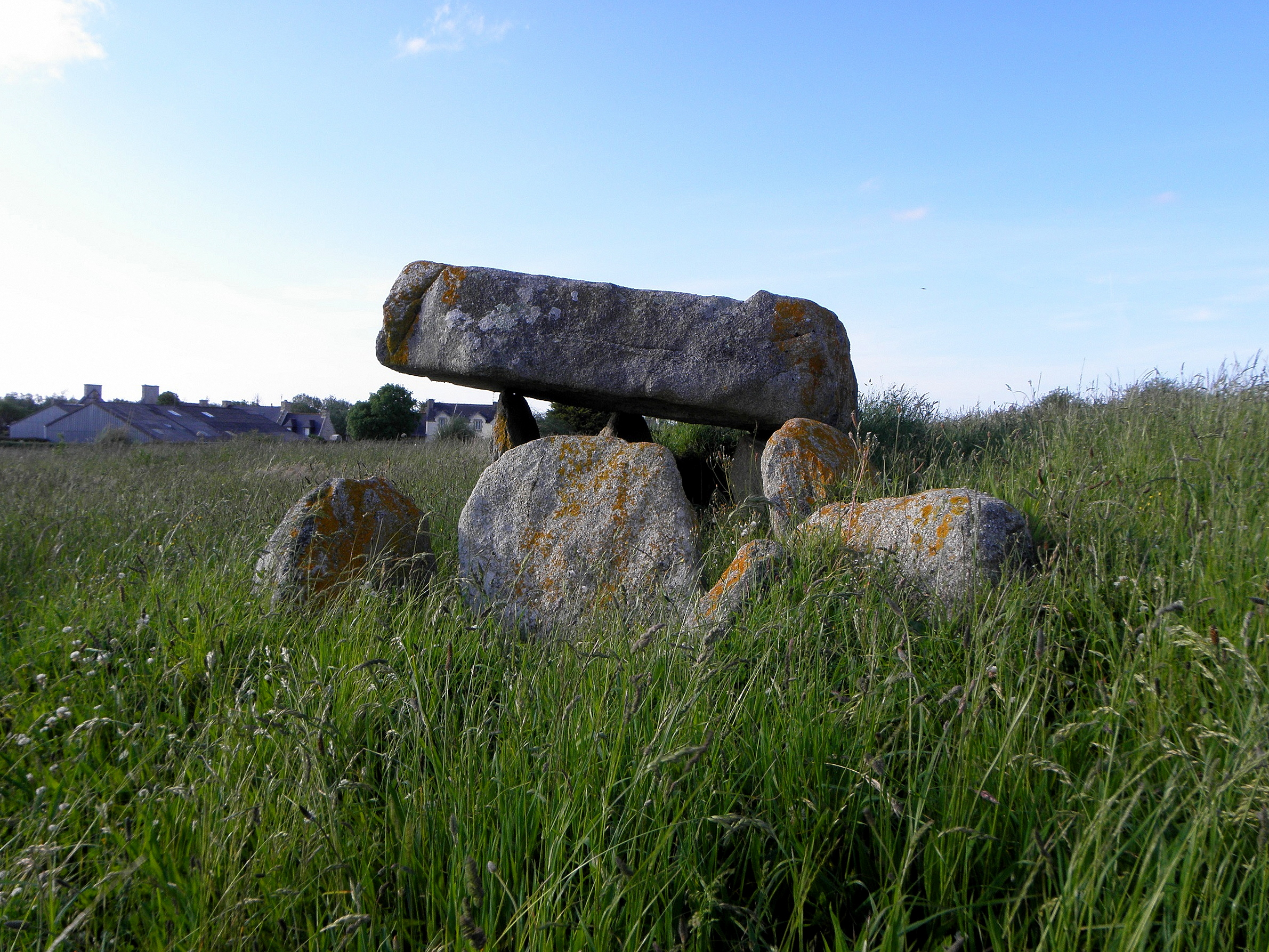
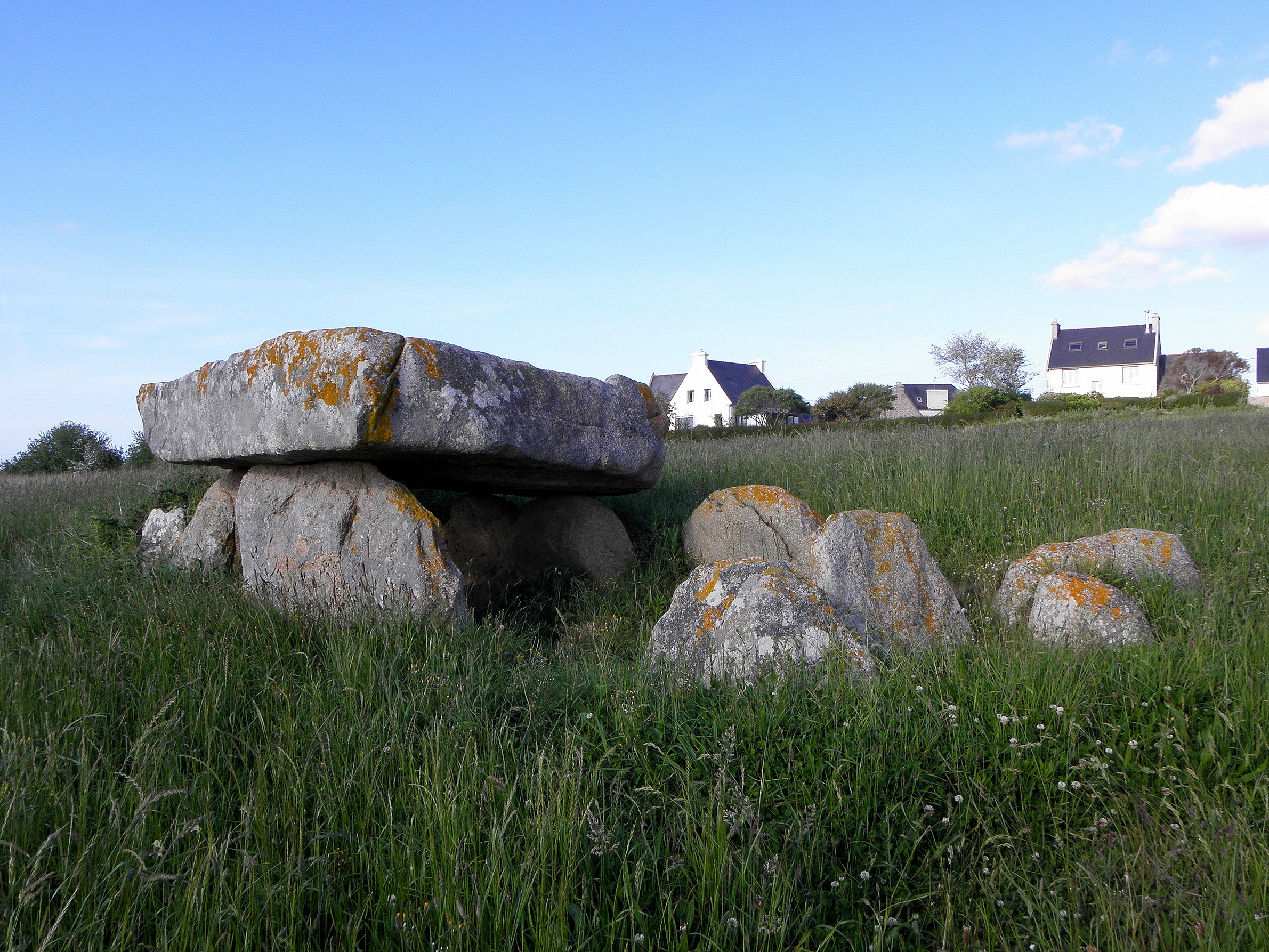
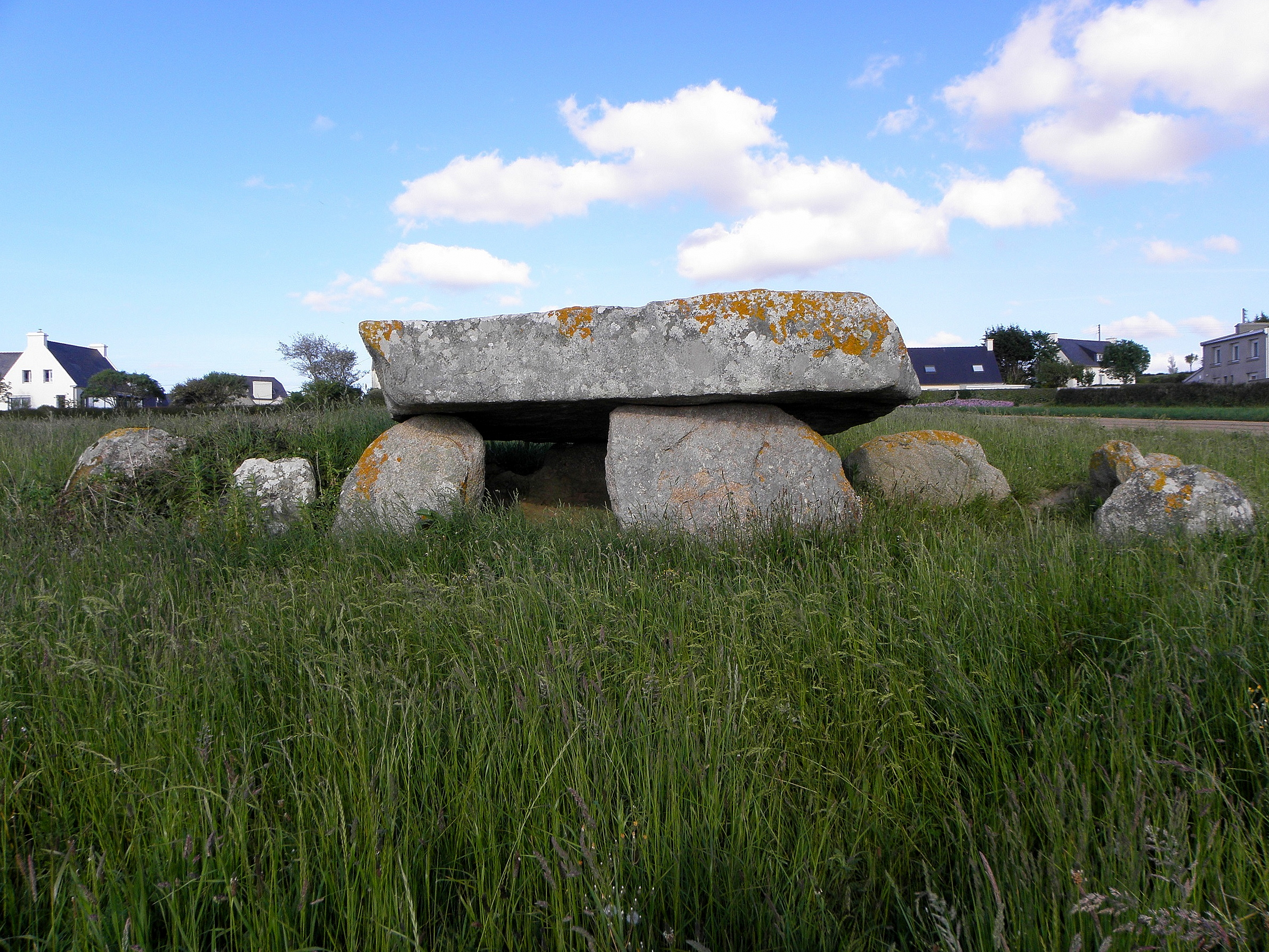